# Beşiktaş JK (voleibol)
La secció de voleibol del Beşiktaş Jimnastik Kulübü és una de les més destacades d'aquest club poliesportiu turc.

## Palmarès masculí
- Copa Federació
  - Campions (1): 1984
- Campionats d'Istanbul
  - Campions (4): 1923-24, 1924–25, 1925–26, 1926-27
  - Finalistes (5): 1927-28, 1928–29, 1929–30, 1930–31, 1932–33

## Palmarès femení
- CEV Challenge Cup
  - Finalistes (1): 2013-14
- BVA Cup
  - Campiones (4): 2008, 2009, 2013, 2018
- Lliga turca: 
  - Finalistes (3): 1995-96, 1996-97, 2003-04
- Copa de Turquia
  - Finalistes (3)': 1995, 1996, 1997
- Copa Federació
  - Campiones (1): 1966